# Pedro Reyes
Pedro Antonio Reyes González (Antofagasta, 13 novembre 1972) è un ex calciatore cileno, di ruolo difensore.

## Carriera
Il Deportes Antofagasta è la squadra con cui debutta nel 1991 a 19 anni, prima di passare al Colo Colo; lì rimane per cinque anni, totalizzando 152 presenze e segnando 4 gol.
L'unica esperienza europea della sua carriera arriva nel 1998 con i francesi dell'Auxerre, dove milita per quattro anni.
Ritorna infine in Cile, all'Universidad de Chile, ritirandosi nel Deportes Antofagasta il 1º maggio 2008, con una partita di addio alla quale partecipano Iván Zamorano, José Luis Sierra, Jorge Contreras e altri campioni cileni.